# HeroQuest (videogioco)
HeroQuest è un videogioco che riproduce il funzionamento del gioco da tavola HeroQuest, pubblicato nel 1991 per i computer Acorn Archimedes, Amiga, Amstrad CPC, Atari ST, Commodore 64, MS-DOS e ZX Spectrum dalla Gremlin Graphics. Lo stesso anno venne pubblicata anche un'espansione, Return of the Witchlord, e nel 1994 uscì un seguito, HeroQuest II: Legacy of Sorasil, quest'ultimo solo per Amiga e CD32.

## Modalità di gioco
Il gioco è una trasposizione fedele del gioco da tavola HeroQuest, giocabile dal punto di vista di uno o più dei quattro eroi fantasy (barbaro, mago, elfo e nano) che affrontano le avventure, mentre il ruolo del Mentor che controlla i mostri è svolto dal computer. Sono disponibili 14 scenari affrontabili in qualsiasi ordine, ciascuno svolto in un diverso labirinto, con nemici e obiettivi variabili.
Al proprio turno ciascun giocatore ha una visuale isometrica inclinata su una piccola porzione dell'arena di gioco, corrispondente alla stanza dove si trova il proprio personaggio. Il pavimento è visibilmente diviso in caselle, come nel gioco da tavola. In ogni momento si può consultare la mappa delle aree che sono state esplorate finora e l'inventario dei propri oggetti. Le azioni che il personaggio può compiere sono le stesse del gioco da tavola, con il computer che simula il lancio di dadi o il pescaggio di carte. L'interfaccia è basata su icone e su un puntatore; anche per muovere il personaggio si aziona il puntatore su quattro icone direzionali o direttamente sulle caselle.
Se si conclude vittoriosamente un'avventura viene conservato l'equipaggiamento conquistato ed è possibile acquistarne altro con l'oro accumulato, per utilizzarlo nelle avventure successive. Si può salvare su disco o cassetta lo stato del personaggio tra un'avventura e l'altra.

## Return of the Witchlord
HeroQuest: Return of the Witch Lord è un'espansione di HeroQuest pubblicata nel 1991 per Amiga, Amstrad CPC, Atari ST, Commodore 64 e ZX Spectrum sempre da Gremlin Graphics. Si basa su un'espansione uscita in precedenza per il gioco da tavolo, Il Ritorno del Signore degli Stregoni, e come questa aggiunge dieci nuove avventure. Le caratteristiche del gioco non cambiano, ma le avventure sono decisamente più difficili da affrontare rispetto a quelle del gioco originale: il manuale stesso suggerisce di giocarle con personaggi già creati e potenziati sulle avventure originali.
Nel 1992 uscì un'edizione speciale di HeroQuest che comprendeva sia il gioco originale che l'espansione, per Amiga, Commodore 64, DOS e ZX Spectrum. La versione per DOS dell'espansione uscì solo attraverso tale raccolta.